# Ommatius auratus
Ommatius auratus là một loài ruồi trong họ Asilidae. Ommatius auratus được Wiedemann miêu tả năm 1821. Loài này phân bố ở miền Ấn Độ - Mã Lai.